# سرگئی مکرتچیان
سرگئی ستراکی مکرتچیان (ارمنی: Սերգեյ Սեդրակի Մկրտչյան؛ زادهٔ ۲۶ اوت ۱۹۷۴ - درگذشته ۲۴ اوت ۱۹۱۱) یک زمین‌شناس اهل ارمنستان بود.

## زندگی‌نامه
در ۲۴ اوت ۱۹۱۱ در عشق‌آباد به دنیا آمد و از آکادمی دولتی نفتی آذربایجان (۱۹۳۲) فارغ‌التحصیل شد. وی عضو فرهنگستان ملی علوم ارمنستان بود. وی همچنین برنده نشان لنین (۱۹۷۰)، نشان پرچم سرخ کار (۱۹۵۵)، نشان ستاره سرخ (۱۹۴۴)، نشان برجسته افتخار (۱۹۵۲)، مدال دفاع از قفقاز (۱۹۴۵)، مدال کار شجاعانه در جنگ بزرگ میهنی (۱۹۴۵–۱۹۴۱) (۱۹۴۵)، جایزه استالین (۱۹۵۰)، مدال به مناسبت یکصدمین سالگرد تولد ولادیمیر ایلیچ لنین (۱۹۷۰)، زمین‌شناس شایسته ارمنستان شوروی () و خدمتگذار شایسته علم و فناوری ارمنستان شوروی (۱۹۶۱) شده است. وی در ۲۶ اوت ۱۹۷۴ در سن ۶۳ سالگی در ایروان درگذشت.

## یادداشت
1. ↑  Երկրաբանա-հանքաբանական գիտությունների դոկտոր
2. ↑  Արդբեջանի պետական նավթային ակադեմիա
3. ↑  Հայկական ԽՍՀ գիտության և տեխնիկայի վաստակավոր գործիչ